# Чипъуа (окръг, Уисконсин)
Окръг Чипъуа (на английски: Chippewa County) е окръг в щата Уисконсин, Съединени американски щати. Площта му е 2696 km², а населението - 66 297 души (1 април 2020). Административен център е град Чипъуа Фолс.